# Адвентисты седьмого дня в Великобритании
Церковь адвентистов седьмого дня в Великобритании — часть Всемирной Церкви Адвентистов Седьмого Дня и относится к Транс-Европейскому дивизиону. Церковь АСД в Британии объединена в Британский Унион, в который входят: Северо-Английская конференция, Южно-Английская конференция, Уэльская миссия, Шотландская миссия и Ирландская миссия. По статистике в 2014 году в Великобритании насчитывалось 262 церквей и 35 330 адвентистов.
Церковь АСД имеет в Англии два собственных учебных заведения: высшее в Бракнеле («Ньюболдский колледж») и среднее в Уотфорде («Стамборовская школа»).

## История
Первым адвентистским миссионером, прибывшим в Англию, был Уильям Ингс, начавший своё служение в Саутгемптоне в 1878 году. Вскоре Ингс крестил в Саутгемптоне шесть человек. Это было первое адвентистское крещение на территории Британии. В конце 1878 года Церковь АСД направила в Англию опытного служителя, пастора Джона Лофборо. В 1879 году во главе с Д. Лофборо была создана первая церковная организация в Британии. В январе 1880 года в Англии было организовано трактатное общество адвентистов седьмого дня. В 1902 году Британская миссия была реорганизована вБританский союз конференций адвентистов седьмого дня (англ. British Union Conference of Seventh-day Adventists, Британский унион). Среди миссионеров и служителей, духовно опекавших Церковь АСД, Англию дважды (в 1885 и 1887 годах) посетила пророчица Церкви АСД Эллен Уайт.